# ووسکوویتسه ماوه
ووسکوویتسه ماوه (به لاتین: Woskowice Małe) یک روستا در لهستان است که در گمینا نامسووو واقع شده‌است. ووسکوویتسه ماوه ۴۵۰ نفر جمعیت دارد.